# Calamus proridens
Calamus proridens és un peix teleosti de la família dels espàrids i de l'ordre dels perciformes.

## Morfologia
Pot arribar als 46 cm de llargària total.

## Distribució geogràfica
Es troba a les costes de l'Atlàntic occidental: des del nord-est de Florida i el nord del Golf de Mèxic fins a Campeche.